# Тральщики типа «Хэм»
Тральщики типа «Хэм» (англ. Ham class minesweepers), известны также как Тральщики типа 1 (англ. Type 1 class minesweepers) — британские тральщики Королевского военно-морского флота, которые были построены в 1950-е годы. Название типа «Хэм» означало в данном случае, что имена всех тральщиков данного типа должны были заканчиваться на «ham». Строительством тральщиков занималась компания «Сэмюэл Уайт» с острова Уайт. Предназначались для проведения операций по тралению в реках и эстуариях.

## История
С 1954 по 1959 годы было построено 93 корабля, головным из которых был «Инглшэм». Все тральщики были разделены на три подтипа: в первый подтип входили тральщики, чьи бортовые номера начинались с цифр 26, а во второй и третий подтипы входили тральщики, чьи бортовые номера начинались с цифр 27. Корабли подтипа-26 изготавливались из дерева и маломагнитной стали, а корабли подтипа-27 только из дерева, причём у подтипа-27 слегка выдавался привальный брус, и сами тральщики этого подтипа были крупнее в размерах. Дерево использовалось для того, чтобы максимально снизить влияние магнитного поля на корабль.
Водоизмещение каждого тральщика составляло 164 т, вооружены они были или 40-мм шведскими орудиями «Бофорс», или 20-мм швейцарскими орудиями «Эрликон». В состав экипажа входили от 15 человек (в мирное время) до 22 человек (в случае военного положения). Два двигателя Paxman, сделанные по лицензии компании «Расто энд Хорнсби», давали по 550 л.с. каждый и позволяли развивать скорость до 14 узлов. Однако чаще всего тральщик не превышал скорость в 9 узлов во время выполнения боевого задания. Тральное вооружение было точно таким же, как у тральщиков типа «Ли» или спасательных судов типа «Эхо».

## Список кораблей
- HMS Abbotsham (IMS87)
- HMS Altham (IMS02)
- HMS Arlingham (IMS03)
- HMS Asheldham (IMS04)
- HMS Bassingham (IMS05)
- HMS Bedham (IMS06)
- HMS Birdham (IMS85)
- HMS Bisham (IMS07)
- HMS Blunham (IMS08)
- HMS Bodenham (IMS09)
- HMS Boreham (IMS10)
- HMS Bottisham (IMS11)
- HMS Brantingham (IMS12)
- HMS Brigham (IMS13)
- HMS Bucklesham (IMS14)
- HMS Cardingham (IMS15)
- HMS Chelsham (IMS16)
- HMS Chillingham (IMS17)
- HMS Cobham (IMS18)
- HMS Cranham (IMS19)
- HMS Damerham (IMS31)
- HMS Darsham (IMS21)
- HMS Davenham (IMS22)
- HMS Dittisham (IMS23)
- HMS Downham (IMS24)
- HMS Edlingham (IMS25)
- HMS Elsenham (IMS26)
- HMS Etchingham (IMS27)
- HMS Everingham (IMS28)
- HMS Felmersham (IMS29)
- HMS Flintham (IMS30)
- HMS Fordham (IMS54)
- HMS Frettenham (IMS20)
- HMS Fritham (IMS32)
- HMS Georgeham (IMS88)
- HMS Glentham (IMS33)
- HMS Greetham (IMS34)
- HMS Halsham (IMS35)
- HMS Harpham (IMS36)
- HMS Haversham (IMS37)
- HMS Hildersham (IMS42)
- HMS Hovingham (IMS39)
- HMS Inglesham (IMS01)
- HMS Isham (IMS40)
- HMS Kingham (IMS41)
- HMS Lasham (IMS38)
- HMS Ledsham (IMS43)
- HMS Littleham (IMS44)
- HMS Ludham (IMS45)
- HMS Malham (IMS89)
- HMS Mersham (IMS46)
- HMS Mickleham (IMS47)
- HMS Mileham (IMS48)
- HMS Neasham (IMS49)
- HMS Nettleham (IMS50)
- HMS Ockham (IMS51)
- HMS Odiham (IMS83)
- HMS Ottringham (IMS52)
- HMS Pagham (IMS53)
- HMS Petersham (IMS55)
- HMS Pineham (IMS56)
- HMS Polsham (IMS92)
- HMS Popham (IMS82)
- HMS Portisham (IMS81)
- HMS Powderham (IMS57) (позднее HMS Waterwitch)
- HMS Pulham (IMS58)
- HMS Puttenham (IMS84)
- HMS Rackham (IMS59)
- HMS Rampisham (IMS86)
- HMS Reedham (IMS60)
- HMS Rendlesham (IMS61)
- HMS Riplingham (IMS62)
- HMS Sandringham (IMS91)
- HMS Saxlingham (IMS64)
- HMS Shipham (IMS63)
- HMS Shrivenham (IMS65)
- HMS Sidlesham (IMS66)
- HMS Sparham (IMS68)
- HMS Stedham (IMS67)
- HMS Sulham (IMS69)
- HMS Thakeham (IMS70)
- HMS Thatcham (IMS90)
- HMS Thornham
- HMS Tibenham (IMS71)
- HMS Tongham (IMS72)
- HMS Tresham (IMS73)
- HMS Warmingham (IMS74)
- HMS Wexham (IMS75)
- HMS Whippingham (IMS76)
- HMS Wintringham (IMS77)
- HMS Woldingham (IMS78)
- HMS Wrentham (IMS79)
- HMS Yaxham (IMS80) (позднее HMS Woodlark)